# Првенство Југославије у фудбалу 1924.
Првенство 1924. је друго по реду заједничко фудбалско првенство Краљевине СХС. Победник је била Југославија Београд, а такмичење је организовано по куп систему.

## Учесници првенства
- 1. ХШК Грађански, Загреб
- Хајдук, Сплит
- Илирија, Љубљана
- Југославија, Београд
- Славија, Осијек
- Сомборски спортски клуб
- САШК, Сарајево

## Првенство

### Четвртина финала
Југославија 5 - 2 Славија
САШК 3 - 1 Илирија
Хајдук 3 - 3, 4 - 4, 5 - 0 Грађански
Сомборски СК (директно у полуфинале)

### Полуфинале
Југославија 5 - 1 Сомборски СК
Хајдук 6 - 1 САШК

### Финале
Југославија 2 - 1 Хајдук

### Освајач лиге
СК Југославија (тренер: Карел Блаха)
Драгутин Немеш
Милутин Ивковић
Бранко Петровић
Михаило Начевић
Алојз Махек
Света Марковић
Дамјан Ђурић
Драган Јовановић
Стеван Лубурић
Душан Петковић
Бранислав Секулић
Петар Јоксимовић
Владета Ђурић
| Првак Југославије у фудбалу 1924. |
| --------------------------------- |
| ФК Југославија                    |
| Прва титула                       |